# Igreja Nossa Senhora do Brasil (Rio de Janeiro)
A Igreja Nossa Senhora do Brasil, localizada no bairro carioca da Urca, foi construída em 1933, terreno doado, em 1929, pela Sociedade Anônima Empresa Urca, tendo sido a primeira igreja no Brasil dedicada exclusivamente a Nossa Senhora do Brasil.[carece de fontes?]
O projeto, do arquiteto Frederico Darrigue de Faro Filho, teve suas linhas inspiradas nas capelas missioneiras da Flórida.
A igreja foi inaugurada em 1934, e veio a se tornar matriz da paróquia da Urca e Praia Vermelha que inclui as capelas de São Pedro de Alcântara, na antiga reitoria da UFRJ, e de Nossa Senhora dos Navegantes, no Iate Clube do Rio de Janeiro.
Desde sua fundação, a igreja teve apenas três párocos: Monsenhor Solano Dantas de Menezes, de 1934 a 1938, ano em que a igreja foi elevada a matriz; padre Emanuel Barbosa, de 1938 a 1981; a partir daí, o Monsenhor Antonio José de Moraes.
No mar, à sua frente, há uma estátua de bronze de São Pedro, obra de Edgard Duvivier.

## Procissão
Houve tempo em que, a cada 29 de junho, uma procissão promovida pela paróquia percorria as ruas do bairro. Deixou de ser feita a partir de 1981 devido às dificuldades de conciliá-la com o trânsito.
A procissão marítima promovida pelos pescadores de Jurujuba, por vezes se estende até a Urca. No ano de 2008, depois de dez anos de ausência, com mais de cem barcos participantes, teve a estátua de São Pedro novamente em seu trajeto, onde passou, por volta de meio-dia, saudada pelo pipocar dos fogos de artifício.